# 鬼畜
鬼畜原是日語詞彙，出自佛教六道中餓鬼以及畜生二道「餓鬼畜生」的縮寫，形容残酷无情的行为。
第二次中日戰爭時，日本用鬼畜這個詞形容國民革命軍，例如「鬼畜般的支那軍」（鬼畜の如き支那軍）。太平洋戰爭爆發後，日本人又稱呼美國和英國是「鬼畜米英」、「鬼畜米帝」。
在中國中文语境下，鬼畜是一种聲音剪辑的艺术创作形式，“从各种音訊或影片中收集声音素材，完全分割并重新剪辑之”。